# San Vicente (distrito de Navidad)
San Vicente fue uno de los distritos que integró la subdelegación de Navidad, en el antiguo departamento de San Fernando, provincia de Colchagua.
El territorio del distrito fue organizado por decreto del presidente José Joaquín Pérez Mascayano el 14 de agosto de 1867.

## Historia
El distrito, que ocupó el número 1.° de la subdelegación Navidad, fue creado por decreto supremo del 14 de agosto de 1867, que divide el departamento de San Fernando en veinte subdelegaciones y numerosos distritos. El documento determina así sus límites:

Al oeste, el estero del Rosario, desde su desembocadura en el Rapel hasta que se reune con el estero de Quiñicabe, el curso de este estero hasta encontrar la quebrada que separa a la hacienda de Hidango de las posesiones de los Hidalgos, continuándose por esta quebrada y un pequeño portezuelo que la une con el zanjón de los Espinillos, llamado más adelante Estero del Valle; servirán en seguida de límite occidental al distrito, el curso de este estero hasta que lo cruza el camino denominado de Las Trancas, y este mismo camino hasta el punto en que, atravesando los llanos de Hidango, baja al zanjón de Cancha-Rayada; al sur, este y norte, los deslindes de la subdelegación

El Decreto con Fuerza de Ley N.° 8.583 del 30 de diciembre de 1927 redistribuye el territorio del departamento de San Fernando, y los distritos se suprimen.

## Administración
La administración del territorio estaba a cargo de un inspector, quien respondía a las órdenes del subdelegado, quien tenía la potestad de nombrarlos o removerlos dando cuenta al gobernador departamental.